# William Drummond d'Hawthornden
Pour les articles homonymes, voir Drummond et William Drummond.
William Drummond (13 décembre 1585, Hawthornden, Midlothian–4 décembre 1649), historien et poète écossais, surnommé le Pétrarque écossais.

## Biographie
Il était tout dévoué à la cause royaliste de Charles Ier d'Angleterre. Il a écrit une Histoire d'Écosse de 1423 à 1643, rédigée au point de vue monarchique, et des poésies élégiaques remarquables par leur mélodie. On a publié ses Œuvres complètes, Édimbourg, 1711, in-fol.

## Source
Cet article comprend des extraits du Dictionnaire Bouillet. Il est possible de supprimer cette indication, si le texte reflète le savoir actuel sur ce thème, si les sources sont citées, s'il satisfait aux exigences linguistiques actuelles et s'il ne contient pas de propos qui vont à l'encontre des règles de neutralité de Wikipédia.